# John Houghton
John Theodore Houghton CBE FRS (Dyserth, 30 de dezembro de 1931 – 15 de abril de 2020) foi um físico britânico. Foi membro sênior do Painel Intergovernamental de Mudanças Climáticas (IPCC).

## Morte
Houghton morreu no dia 15 de abril de 2020, aos 88 anos, em decorrência da COVID-19.

## Condecorações
- Medalha de Ouro da Royal Astronomical Society (1995)
- Sociedade Meteorológica Estadunidense, membro honorário (1998)
- International Meteorological Organization Prize (1999)
- Prêmio Japão (2006)
- Albert Einstein World Award of Science (2009)

## Publicações selecionadas
- Does God Play Dice? 1988, Intervarsity Press
- Global Warming, the Complete Briefing, 1994, Lion Publishing (2nd edition 1997, Cambridge University Press; 3rd edition 2004, Cambridge University Press
- The search for God; can science help? 1995, Lion Publishing
- Physics of Atmospheres, 1977. 2nd edition 1986, 3rd edition 2002, Cambridge University Press.
- Climate Change, the IPCC Scientific Assessment, eds J.T. Houghton, G.J. Jenkins and J.J. Ephraums, 1990, Cambridge University Press
- Climate Change 1992, the Supplementary Report to the IPCC Scientific Assessment, eds J.T. Houghton, B.A. Callander and S.K. Varney, 1992, Cambridge University Press
- Climate Change 1994, Radiative Forcing of Climate Change and an Evaluaion of the IPCC IS92 Emission Scenarios, eds J.T.Houghton, L.G.Meira Filho, J.Bruce, Hoesung Lee, B.A.Callander, E.Haites, N.Harris and K.Maskell, 1994, Cambridge University Press
- Climate Change 1995, the Science of Climate Change, eds J.T.Houghton, L.G.Meira Filho, B.A.Callander, N.Harris, A Kattenberg and K.Maskell, 1995, Cambridge University Press
- Climate Change 2001, The Scientific Basis, eds J.T.Houghton, Y. Ding, D.J.Griggs, M.Noguer, P.J.van der Linden, X.Dai, K.Maskell, C.A.Johnson, 2001 Cambridge University Press